# Polarvagnen

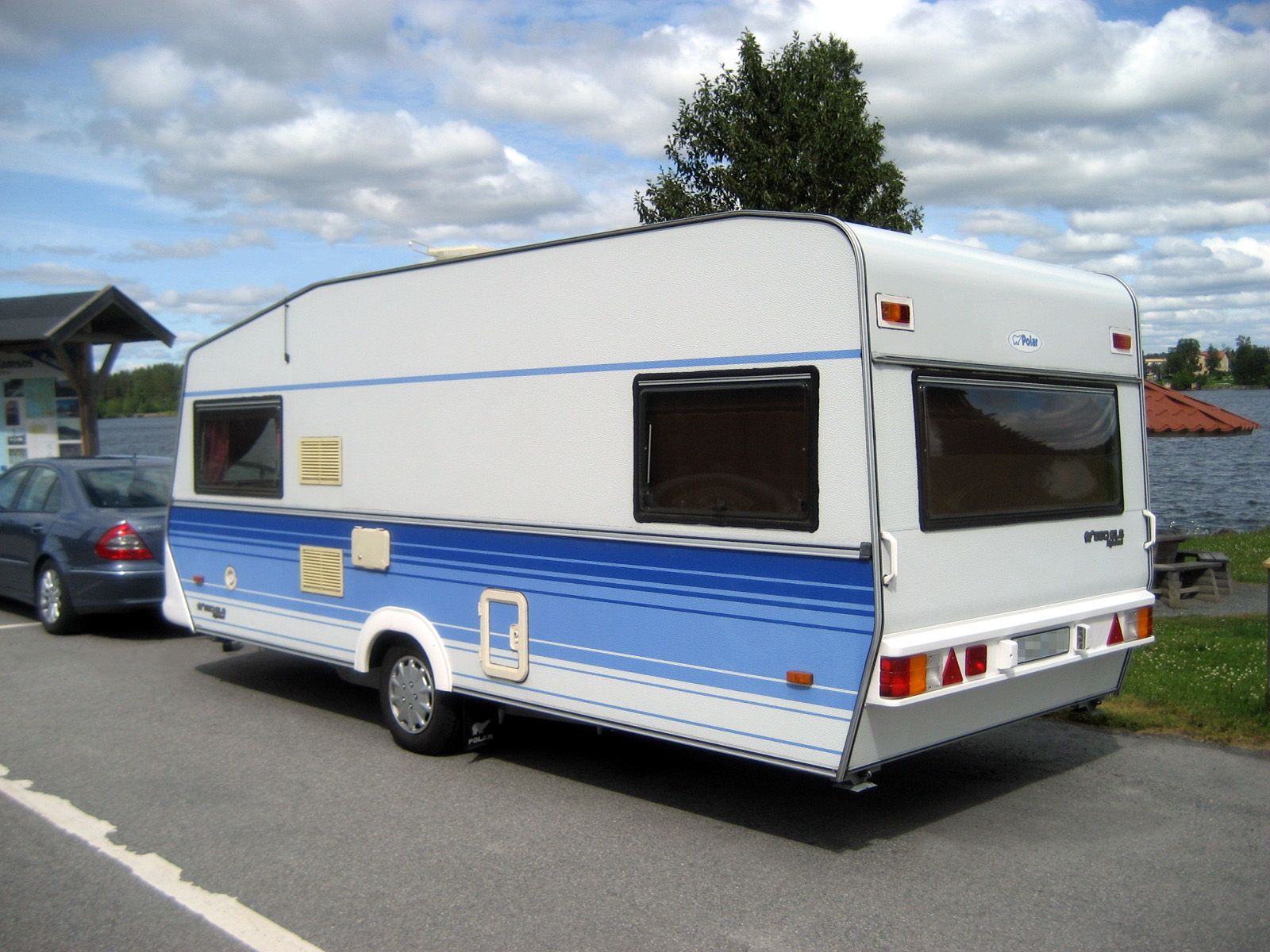
En Polar 550 GLS

Polarvagnen eller Polar är en svensk husvagnstyp. Husvagnarna tillverkas i Dorotea i Västerbottens län, och företaget sysselsätter närmare 100 personer. 
Företaget heter numera SoliferPolar AB efter sammanslagningen med Solifer. I anslutning till fabriken i Dorotea finns ett husvagnsmuseum. Solifer som ursprungligen var finskt, flyttade tillverkningen till Dorotea 2004. Sedan 2014 sker all tillverkning i Tyskland medan endast Polar är kvar.

## Historia
Företaget Polarvagnen AB grundades våren 1964 av Håkan Wallin och Bertil Holmqvist när de började sin tillverkning av husvagnar i en gammal ladugård i Junselevallen. En oktoberkväll 1966 ödelades fabrikslokalerna i en häftig brand, och efter diverse turer hamnade så småningom tillverkningen i Dorotea 1968. 
Företagets logotyp, isbjörnen, ritades av Ragnar Granqvist.
Vid formel 1-tävlingarna Monacos Grand Prix 1975 och Sveriges Grand Prix 1975 namnsponsrade företaget den Hesketh-Ford som kördes av Torsten Palm, den fick då heta Polar Caravans.